# Zbigniew Gawior
Zbigniew Marian Gawior (ur. 15 grudnia 1946 w Lesznie, zm. 20 maja 2003 w Kielcach) – polski saneczkarz, olimpijczyk z Grenoble 1968. Reprezentował Olszę Kraków.
Brązowy medalista z mistrzostw Europy w roku 1967 (w parze z bratem Ryszardem).
Uczestnik mistrzostw świata w roku 1967 podczas których zajął 4. miejsce w jedynkach.
Medalista mistrzostw Polski:
- złoty w roku 1969 w dwójkach,
- srebrny w roku 1966 w jedynkach,
- srebrny w roku 1968 w dwójkach[2].

Na igrzyskach olimpijskich w 1968 roku wystartował w konkurencji jedynek zajmując 4. miejsce oraz w konkurencji dwójek (partnerem był brat Ryszard Gawior) zajmując 6. miejsce.
W roku 1970 uległ wypadkowi na torze saneczkowym w Mikuszowicach, w wyniku którego stracił rękę i był zmuszony zakończyć karierę.